# Franz Dittelbach
Franz Dittelbach (* 3. November 1883 in Wien; † 24. Oktober 1941) war ein österreichischer Politiker (SDAP) und Bahnmeister. Dittelbach war von 1922 bis 1934 Abgeordneter zum Landtag von Niederösterreich.
Nach dem Besuch der Volks- und Bürgerschule absolvierte Dittelbach eine Lehre als Buchbinder und trat 1905 in den Dienst der Österreichischen Bundesbahnen. Er lebte in Gloggnitz und war als Gewerkschafts- und Parteifunktionär aktiv. Nachdem er 1918 in den Gemeinderat gewählt worden war, hatte er ab 1919 das Amt des Bürgermeisters inne. Dittelbach vertrat die SDAP ab dem 14. September 1922 im Niederösterreichischen Landtag und war von 1927 bis 1934 Obmannstellvertreter des Finanzkontrollausschusses. Im Zuge des Österreichischen Bürgerkriegs und dem Verbot der Sozialdemokratischen Arbeiterpartei wurde Dittelbachers Landtagsmandat per 16. Februar 1934 aberkannt, zudem verlor er sein Amt als Bürgermeister. Dittelbach wurde 1934 zu zehn Monaten Kerker verurteilt und war in der Folge ab 1936 als Versicherungsvertreter in Wien tätig. 